# Filmstudios Barrandov
Koordinaten: 50° 1′ 47,8″ N, 14° 23′ 21,3″ O

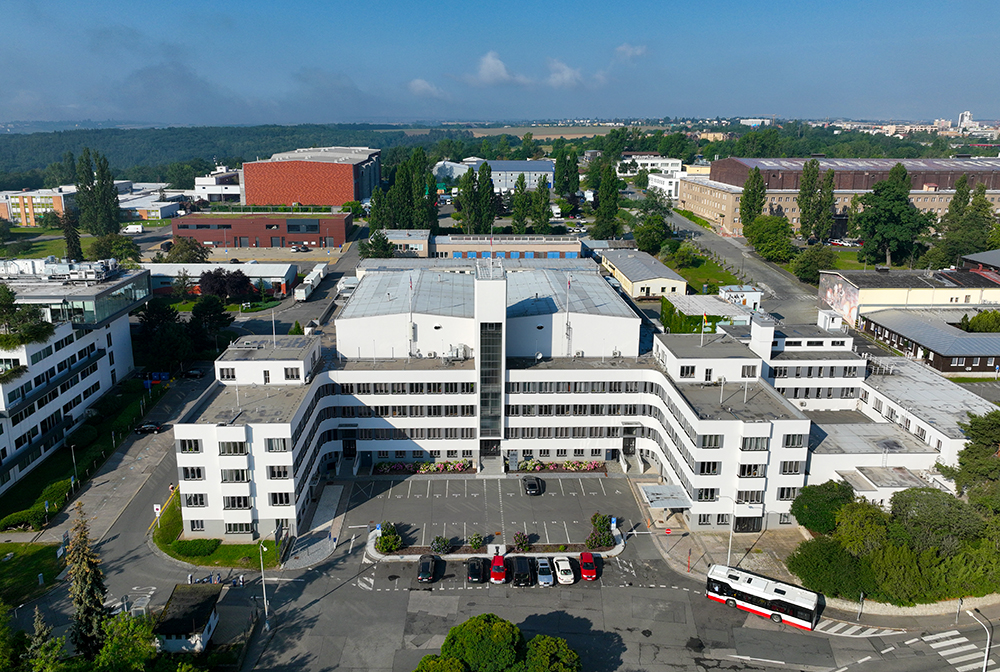
Hauptgebäude

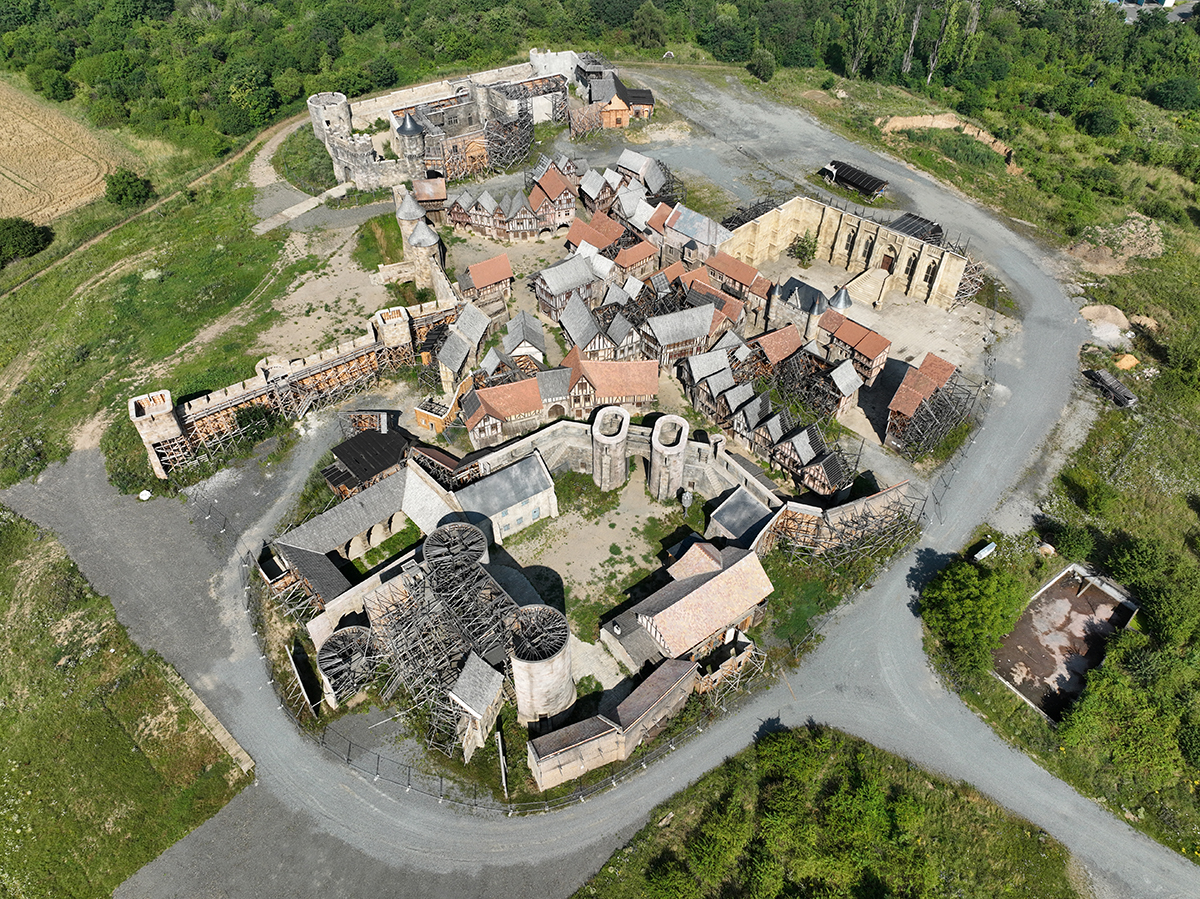
Permanentes Set einer mittelalterlichen Stadt

Die Filmstudios Barrandov sind eines der größten und ältesten Filmstudios Europas.

## Geschichte

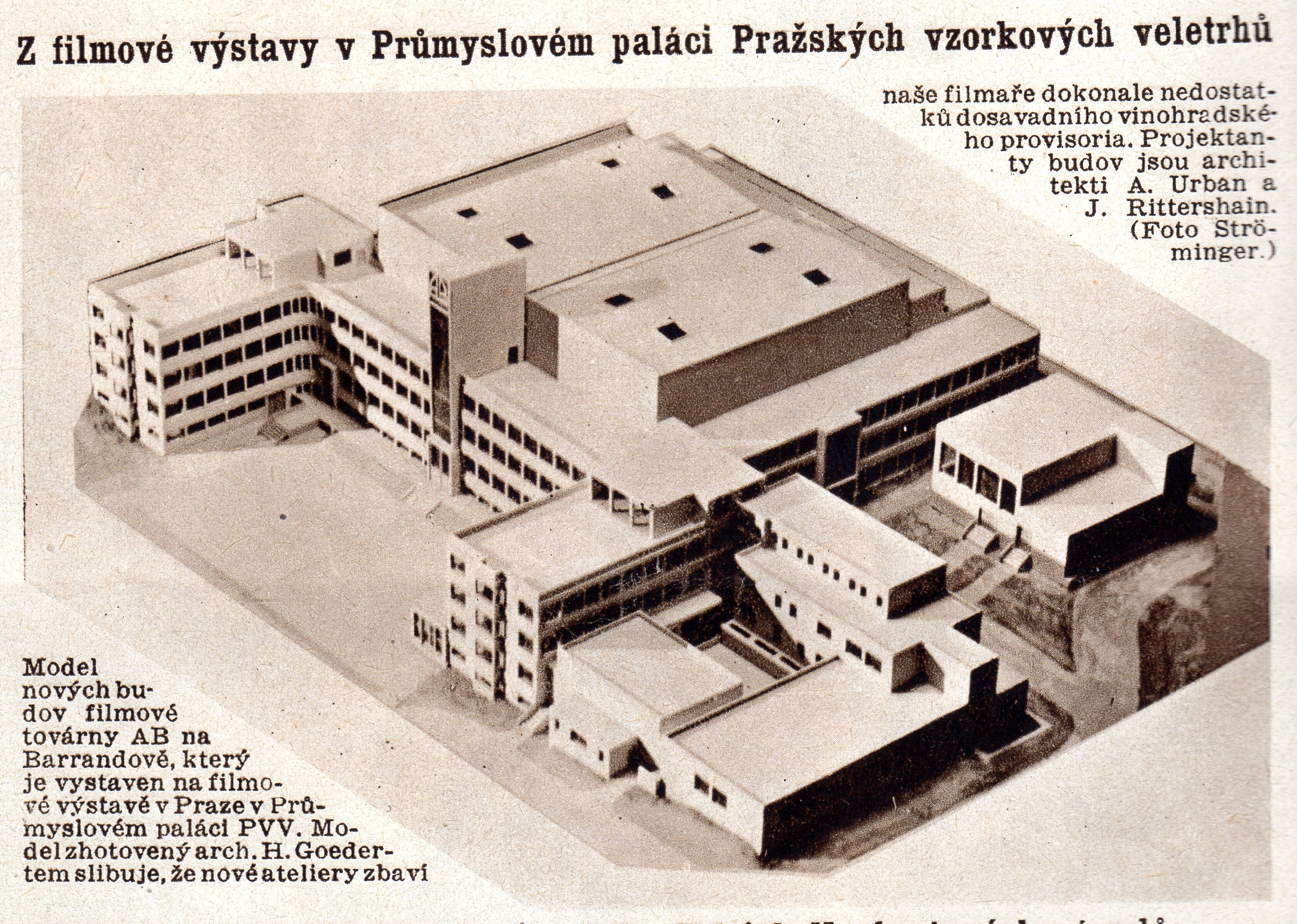
Modell der Studios, 1932

Gegründet wurden die Studios in den 1930er Jahren im Prager Stadtteil Barrandov in der Tschechoslowakei von den Brüdern Miloš Havel (1899–1968) und Václav Havel sen. (1897–1979), dem Vater des späteren tschechischen Präsidenten gleichen Namens. Dieser erhob seit den 1990er Jahren Ansprüche auf die Filmstudios.
Der erste in den Studios gedrehte Film war Vražda v Ostrovní ulici von Svatopluk Innemann. Zur Zeit der deutschen Besetzung der Tschechoslowakei wurde Miloš Havel zum Verkauf genötigt und die Filmgesellschaft 1941 in die nationalsozialistisch ausgerichtete Prag-Film AG umgewandelt. Nach der Befreiung der Tschechoslowakei wurden die Studios 1945 verstaatlicht.
Trotz verschärfter Herrschaft der kommunistischen Einheitspartei nach dem Prager Frühling war es möglich, kritische Filme zu produzieren, die jedoch bis zur Samtenen Revolution nicht aufgeführt wurden, darunter Ucho (Das Ohr) von Karel Kachyňa aus dem Jahre 1970. 1983 drehte Regisseur Miloš Forman den Oscar-gekrönten Film Amadeus, für den die tschechischen Mitarbeiter Karel Černý (Bauten), Theodor Pištěk (Kostüme) sowie der Kameramann Miroslav Ondříček nominiert wurden. Ein Jahr zuvor war Yentl von und mit Barbra Streisand realisiert worden. Weiterhin bekannt ist Brian De Palmas Actionfilm Mission: Impossible aus dem Jahre 1996 mit den Schauspielern Tom Cruise und Jon Voight, sowie die Verfilmung des Hannibal-Lecter-Romans Behind the Mask, der 2006 unter der Regie Peter Webbers abgedreht wurde. Ebenfalls realisiert wurde in den Filmstudios der tschechische Film Kolya, der mit einem Oscar, und dem Golden Globe ausgezeichnet wurde.
In den 1970er und 1980er Jahren entstanden im Filmstudio Barrandov Koproduktionen des tschechoslowakischen Fernsehens mit dem WDR, unter anderem die Kinderserien Pan Tau, Die Märchenbraut, Die Besucher, Der fliegende Ferdinand und Luzie, der Schrecken der Straße. Mit dem DEFA-Studio für Spielfilme entstanden in diesen Jahren zahlreiche Märchenverfilmungen, so u. a. auch die Aschenputtel-Verfilmung Drei Haselnüsse für Aschenbrödel.
In elf Ateliers und auf einer Fläche von 9248 m² wurden über 2.500 tschechische und ausländische Filme gedreht.
Der heutige Eigentümer der Studios, Moravia Steel, a.s., der nach den Privatisierungsturbulenzen der 1990er Jahre zu dem ehemals staatlichen Unternehmen kam, beschäftigt in Barrandov 2.000 Menschen.
Neben Produktionen tschechischer Filmkünstler werden in den Studios auch Produktionen aus den USA, Großbritannien, Frankreich, Deutschland oder Russland realisiert. Daneben werden verstärkt Kino- und Fernsehwerbespots gedreht. Die ausländischen Produktionen machten das Studio auch international bekannt. Dabei schätzen die Produzenten vor allem die Infrastruktur, niedrige Produktionskosten, die architektonisch reiche Stadt Prag und die Naturschönheiten Böhmens.
Ein Großbrand vernichtete am 27. August 2016 einen Teil des Filmstudios und nach Angaben der Feuerwehr belief sich der Schaden auf rund 100 Millionen Kronen (3,7 Millionen Euro).
Ein mittelalterliches Filmset wurde ursprünglich für die Fernsehserie Knightfall gebaut, 2023 entstand dort der Netflix-Film Die Werwölfe von Düsterwald.